# Pseudotarphius bhutanensis
Pseudotarphius bhutanensis is een keversoort uit de familie somberkevers (Zopheridae). De wetenschappelijke naam van de soort werd in 1975 gepubliceerd door Roger Dajoz.